# Pasteiner Éva
Pasteiner Éva (Rozsnyó. 1915. március 14. – Kismarton, 2006. október 26.) Jékely Zoltán költő első felesége. Második férje Takács Jenő zeneszerző volt.

## Élete
Felvidéki értelmiségi családból származott. Nagyapja Rozsnyón volt patikus, egyik nagybátyja, Pasteiner Iván az Egyetemi Könyvtár igazgatója volt Pesten, a másikat, Pasteiner Gyulát meg úgy tartják számon, mint a magyarországi művészettörténet megalapítóját.
Pasteiner Éva ügyvéd édesapja elesett az első világháborúban, ezért édesanyja egyedül nevelte föl. Éva előbb az Egyetemi Könyvtár, majd a Országos Széchényi Könyvtár tudományos munkatársaként dolgozott Budapesten.
1943-ban elvált Jékely Zoltántól. 1944-ben Pécsett Weöres Sándor mutatta be Takács Jenő zeneszerző és zongoraművésznek, az ismeretségből pár hónap múlva házasság lett.
Míg a szovjet csapatok be nem jöttek Pécsre, Éva asszony a Dunántúli Tudományos Intézet könyvtárában dolgozott, mint tudományos munkatárs.

„Összegyűjtöttünk minden könyvet, folyóiratot, kisebb-nagyobb írást, ami a Dunántúllal foglalkozott. Az oroszok mindent feldúltak, szétszórtak.”

– Visszaemlékezés

1948-ban férjével elhagyta Magyarországot. Olaszország, Svájc, Ausztria után Takács Jenő a cincinnati egyetemre kapott meghívást; 1970-ig az Amerikai Egyesült Államokban éltek. Éva a gyermekkórház kutatólaboratóriumában helyezkedett el. A teratológia (a születés előtti torz képződmények tudománya) területén szép pályát futott be, mint tudományos munkatárs. Az osztrák-magyar származású Dr. Warkany (Várkonyi) József mellett dolgozott, aki a bécsi orvosi képzést képviselte Amerikában. Majd visszaköltöztek Európába, Cinfalván (Siegendorf, ma Ausztriához tartozik), férje szülőfalujában telepedtek le.
Takács Jenő (akivel 61 éven át élt boldog házasságban) így nyilatkozott róla:

„Nemcsak csinos és szép, de hallatlanul művelt, okos, mondhatni: bölcs asszony, s jó a humora is. Kifinomult művészi ízlése és amellett gyakorlati észjárása van. Nem könnyű életünk során többször rendezett be kettőnk számára új lakást: először Pécsett, később a vándorévekben Rómában, Velencében, Grundlseen, Svájcban, Amerikában, majd Cinfalván. Akárhova vetett a sors bennünket, egymással mindig magyarul beszéltünk. Mindenütt rövid idő alatt új otthont teremtett, ahol nyugodt körülmények között tudtam dolgozni. Kitűnően szervezte háztartásunkat, baráti összejöveteleinket. Emellett a maga tudományos munkájában is kiváló eredményeket ért el. Derűs kedélyével, vidám egyéniségével, széleskörű és megalapozott kulturális ismereteivel baráti körünkben is nagy tekintélynek örvend. Nagyon sokat köszönhetek neki. Ö tartotta kezében a mindennapi élet gondjait, az ügyintézést, az adminisztratív munkát. Mindig, minden helyzetben számíthattam rá, s számíthatok rá ma is. Az élet legnehezebb időszakaiban sem csüggedt el soha. Törekvéseimet mindig támogatta. Zenei ötleteimet, új kompozícióimat is neki játszottam el először - s érdekeltek lényegrelátó kritikai észrevételei, mert bár nem gyakorlati muzsikus, jó ítélőképessége és csalhatatlan művészi érzéke van. A képzőművészetekhez és az irodalomhoz is ért. Segítségének köszönhetem a zeneszerzői tevékenységem nagy részét, mert olyan légkört tudott teremteni, mely az alkotó munkát elősegítette, ösztönözte.”

– Részlet a Takács Jenő élete és munkássága c. műből

2006-ban hunyt el Cinfalván. Sírja férjének sírjával együtt (aki 2005-ben halt meg) a templom mellett található.

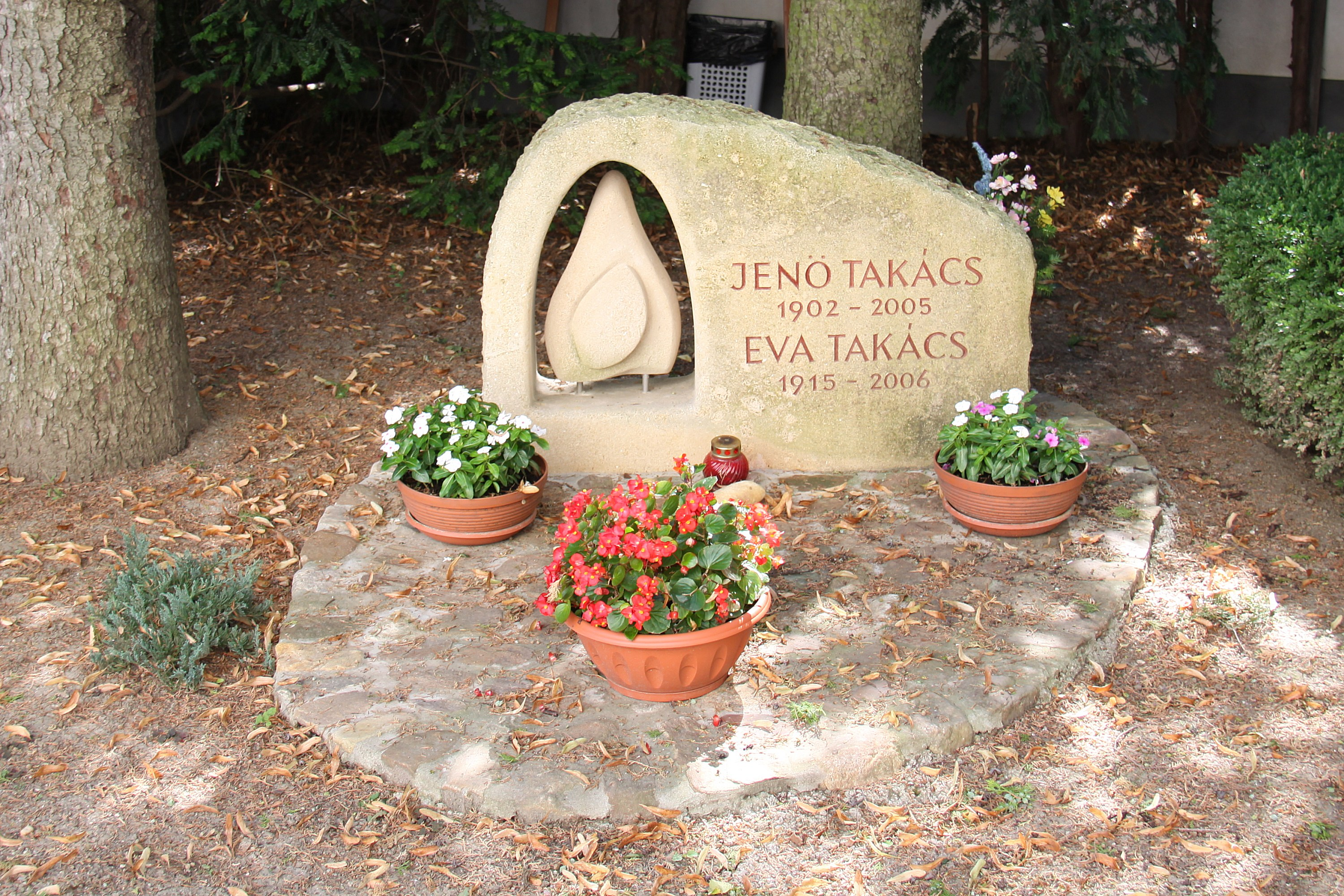
Takács Jenő és felesége sírja Siegendorfban